# Pempidina
La pempidina è un farmaco ganglioplegico scoperto indipendentemente da due gruppi di ricerca nel 1958 e introdotto in terapia come trattamento orale per l'ipertensione

## Chimica
La pempidina è un'ammina terziaria alifatica, stericamente ostacolata, ciclica, che è una base debole: nella sua forma protonata ha un pKa di 11,25.
La pempidina è un liquido con un punto di ebollizione di 187-188 °C e una densità di 0,858 g/cm3.
Due prime sintesi di questo composto sono quelle di Leonard e Hauck e di Hall. Il principio è molto simile: Leonard e Hauck fecero reagire il forone con l'ammoniaca, per produrre 2,2,6,6-tetrametil-4-piperidone, che fu poi ridotto tramite la riduzione di Wolff-Kishner a 2,2,6,6-tetrametilpiperidina; questa ammina secondaria fu poi N-metilata usando ioduro di metile e carbonato di potassio.